# Yellow Card
Yellow Card es una película zimbabuense de comedia romántica de 2000 dirigida por John Riber y producida por el propio director con su esposa Louise Riber. Está protagonizada por Leroy Gopal, Kasamba Mkumba, Collin Sibangani Dube, Dumiso Gumede, Ratidzo Mambo y Kasamba Mkumba.

## Sinopsis
La película gira en torno a un jugador de fútbol adolescente que se convierte en padre de una niña después de tener relaciones sin protección con Juliet. Ahora el joven tendrá que  afrontar las consecuencias.

## Elenco
- Leroy Gopal como Tiyane Tsumba
- Kasamba Mkumba como Juliet Bester
- Lazarus Boora como Gringo
- Collin Sibangani Dube como Skido
- Dumiso Gumede como entrenador
- Ratidzo Mambo como Linda Karombo
- Walter Muparutsa como el padre de Tiyane
- Yvette Ogiste-Muchenje como Rita
- Pedzisai Sithole como Nocks

## Producción y lanzamiento
Yellow Card fue rodada en Harare, Zimbabue. Se estrenó el 25 de diciembre de 2000 y recibió reseñas mixtas de los críticos.